# Amphicerus bicaudatus
Amphicerus bicaudatus es una especie de escarabajo del género Amphicerus, categorizada en la tribu Bostrichini, de la familia Bostrichidae. Fue descrita por Say en 1824.
Mide 6-13 mm de longitud. Se distribuye por América del Norte: Estados Unidos.